# І в смутку, і в радості
І в смутку, і в радості — драма 2001 року.

## Сюжет
У багатого бізнесмена і його дружини два сини - прийомний Рахул і рідний Рохан. Рахул дружить з Нейною, яка закохана в нього, і батько планує одружити їх. Але Рахул зустрічає Анджалі - симпатичну дівчину, яка живе в бідному районі, і закохується в неї. Незважаючи на дану батькові обіцянку відмовитися від дівчини, Рахул таємно одружується з нею, чим викликає гнів і прокльони батька. Рахул залишає рідний дім і їде в Лондон. Минає 10 років. Підріс Рохан, дивом перетворившись з неповороткого товстуна і ненажери в атлета і красеня, дізнається про конфлікт між батьком і братом і клянеться повернути брата в сім'ю.